# Host adapter

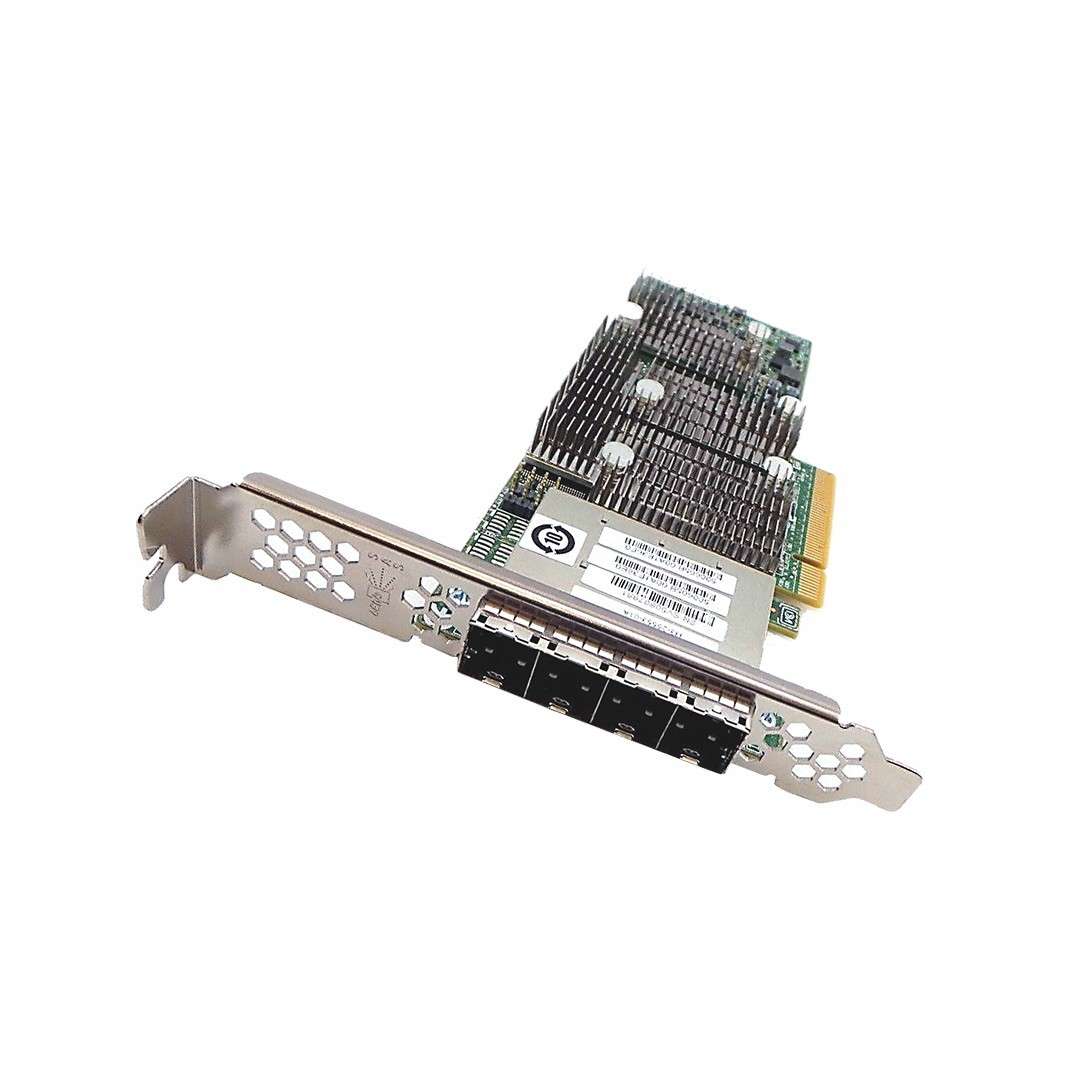
Host adapter

Host adapter, host bus adapter (HBA) lub host controller) – kontroler (mostek) umożliwiający komunikację pomiędzy szyną systemową komputera, a inną szyną lub kanałem komunikacyjnym. Mówiąc prościej host adapter łączy komputer (ang. host system) z siecią lub urządzeniami pamięci masowych.
Host adapter może być zarówno dedykowanym chipem, jak również częścią większego mikroukładu (na przykład mostka południowego w komputerze osobistym). W pierwszym przypadku najczęściej występuje z niezintegrowaną kartą rozszerzenia, instalowaną poprzez złącze płyty głównej (na przykład PCI lub PCI Express). Układy host adapter są również montowane bezpośrednio na płycie głównej komputera.
Termin host adapter jest głównie używany w odniesieniu do kontrolerów Fibre Channel, SCSI, ESDI, SATA, ATA. Określenie host adapter używane jest także w odniesieniu do kontrolerów Ethernet, USB i FireWire.